# メルヴィル島 (カナダ)

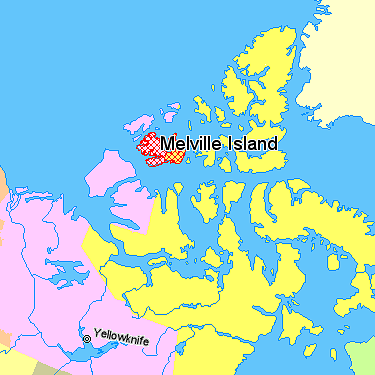
メルヴィル島

メルヴィル島（英語：Melville Island）は、カナダのクイーンエリザベス諸島にある島。面積は42,149km2あり世界で第33位、カナダで第8位。無人島。島は二つの準州に属し、西部はノースウエスト準州、東部はヌナブト準州に分かれる。
この島はウィリアム・パリーが1819年に発見した。パリーは海の凍結で閉じ込められ、この地に1820年8月1日まで滞在することを強いられた。停泊地はウィンターハーバーと名付けられた。
この島には柳の一種を除いて木が生えず、コケ類、草本類、地衣類などが主な植生となっているが、動物は多く生息しており、ホッキョクグマ、トナカイ、ジャコウウシ、レミング、タイリクオオカミ、ホッキョクギツネ、ホッキョクウサギ、オコジョなどがみられる。また、2003年にアルバータ大学の調査でハイイログマの生息が明らかとなり、メルヴィル島はハイイログマが確認された北限地となった。